# Troisième programme-cadre
Le troisième programme-cadre (en abrégé FP3) était le programme cadre de l'Union européenne pour la recherche et le développement technologique sur la période allant de 1990 à 1994.

## Budget
Le budget du programme s'est élevé à 6,6 milliards d'euros.

## Priorités
Le programme définissait six actions  :
- Technologies de l'information et des communications (2,221 millions d'euros)
- Technologies industrielles et des matériaux (888 millions d'euros)
- Environnement (518 millions d'euros)
- Sciences et technologies du vivant (741 millions d'euros)
- Énergie (814 millions d'euros)
- Capital humain et mobilité (518 millions d'euros)

## Sources